# Comté de Larimer
Pour les articles homonymes, voir Larimer.
Le comté de Larimer est situé au nord de l'état américain du Colorado, à la frontière avec le Wyoming. Le recensement de 2000 lui a compté 251 494 habitants, ce qui en fait le septième comté le plus peuplé du Colorado. Le siège du comté est Fort Collins, qui est également la plus grande ville.
Le nom du comté vient du fondateur de Denver, William Larimer, Jr.. Sa date de création remonte à 1861.

## Municipalités du comté
- Berthoud
- Estes Park
- Fort Collins
- Johnstown
- Loveland
- Timnath
- Wellington
- Windsor (en partie)

## Démographie
| 1870 | 1880  | 1890  | 1900   | 1910   | 1920   |
| ---- | ----- | ----- | ------ | ------ | ------ |
| 838  | 4 892 | 9 712 | 12 168 | 25 270 | 27 872 |

| 1930   | 1940   | 1950   | 1960   | 1970   | 1980    |
| ------ | ------ | ------ | ------ | ------ | ------- |
| 33 137 | 35 539 | 43 554 | 53 343 | 89 900 | 149 184 |

| 1990    | 2000    | 2010    | - | - | - |
| ------- | ------- | ------- | - | - | - |
| 186 136 | 251 494 | 299 630 | - | - | - |

## Lieux et zones protégés
- Cascade Cottages
- Vincent-Hatchette Cabin

## Personnalités du comté
- John Gierach, auteur de récits sur la pêche à la mouche.